# Surdolímpiadas de Inverno de 2011
As Surdolimpíadas de Inverno de 2011, oficialmente conhecidas como XVII Surdolimpíadas de Inverno, seriam realizadas ra região de Vysoké Tatry, na Eslováquia entre 18 a 26 de fevereiro de 2011 . E serão um evento multidesportivo exclusivo para portadores de deficiência auditiva. Será a primeira vez que o país sediará o evento. Os eventos estão divididos entre três cidades Poprad, Tatry e Jasna.

## Processo de candidatura
A região de Vysoké Tatry foi aclamada como sede,a região foi aprovada como sede no 39º Congresso do CIES, em 4 de Janeiro de 2005, em Melbourne, na Austrália.

## Crise na Preparação e Cancelamento
Os jogos foram cancelados momentaneamente no dia 11 de maio de 2010. Os principais motivos alegados para o cancelamento dos Jogos estavam s falta de planejamento,segurança,de recursos e outros motivos . Mas,em agosto de 2010 o Conselho Internacional de Esportes Para Surdos anunciou que tinha voltado atrás e que os Jogos iriam ser realizados na Eslováquia em Fevereiro de 2011..
No dia 11 de fevereiro de 2011,faltando uma semana para a cerimônia de abertura. O CIES anunciou que o Comitê Organizador eslovaco falhou em entregar as suas promessas para a organização dos Jogos e que o cancelamento do evento seria iminente..